# ヨハン2世 (バイエルン公)
ヨハン2世（Johann II., 1341年 - 1397年）は、14世紀のバイエルン公。シュテファン2世とシチリア王フェデリーコ2世の娘イザベッラの三男。シュテファン3世、フリードリヒの弟。下バイエルン＝ランツフート公、上バイエルン＝ミュンヘン公。

## 生涯
1375年、2人の兄シュテファン3世、フリードリヒと共に相続した。1385年にヨハン2世と妃カタリーナはリエンツとともにゲルツ伯領の1/3を継承したが、1392年にはこれをハプスブルク家に売却している。1392年には領土を3分割し、シュテファン3世はインゴルシュタット、フリードリヒはランツフートを、ヨハン2世はミュンヘンを治める事になった。しかし、シュテファン3世とは対立していて、1397年にヨハン2世が死去した後も2人の息子エルンスト、ヴィルヘルム3世とシュテファン3世の対立は収まらず、ミュンヘン市民の暴動を招く事になる。

## 家族
1372年にゲルツ伯マインハルト6世の娘カタリーナと結婚した。
1. エルンスト（1373年 - 1438年）[1] - 上バイエルン＝ミュンヘン公
2. ヴィルヘルム3世（1375年 - 1435年） - 上バイエルン＝ミュンヘン公
3. ゾフィー（1376年 - 1428年） - 1389年にローマ王ヴェンツェルと結婚。

また、庶子ヨハン・グリュンヴァルダー（1393年 - 1452年）がおり、フライジング司教および枢機卿となった。